# الأفيال (رواية)
الأفيال هي رواية مصرية للكاتب المصري فتحي غانم. صدرت الرواية عام 1985، واختيرت ضمن قائمة أفضل مائة رواية عربية.